# Bellavista (provincie)
Bellavista is een provincie in de regio San Martín in Peru. De provincie heeft een oppervlakte van 8.051 km² en telt 58.954 inwoners (2015). De hoofdplaats van de provincie is het district Bellavista.

## Bestuurlijke indeling
De provincie Bellavista is verdeeld in zes districten, UBIGEO tussen haakjes:
- (220202) Alto Biavo
- (220203) Bajo Biavo
- (220201) Bellavista, hoofdplaats van de provincie
- (220204) Huallaga
- (220205) San Pablo
- (220206) San Rafael

Bellavista · El Dorado · Huallaga · Lamas · Mariscal Cáceres · Moyobamba · Picota · Rioja · San Martín · Tocache